# Погосов, Артур Григорьевич
Артур Григорьевич Погосов (род. 19 августа 1963, Ташкент) — российский ученый в области физики полупроводников. Доктор физико-математических наук (2007), профессор кафедр общей физики (2010) и кафедры физики полупроводников (2007) физического факультета НГУ.
Он внес вклад в изучение явлений переноса в полупроводниковых системах пониженной размерности и наноструктурах. Автор и соавтор более 70 научных публикаций.

## Биография
А. Г. Погосов родился 19 августа 1963 года в Ташкенте в семье служащих. В 1985 году он окончил физический факультет Новосибирского государственного университета, затем поступил в аспирантуру Института физики полупроводников СО АН СССР, которую завершил в 1990 году. Стал кандидатом физико-математических наук в 1997 году, зашитив диссертацию по теме «Транспорт двумерных электронов в периодических решетках антиточек». В 2004 году Погосов прошёл докторантуру в Томском государственном университете. Стал доктором физико-математических наук в 2007 году, зашитив диссертацию по теме «Кинетические явления в твердотельных электронных биллиардах».
Научная карьера А. Г. Погосова связана с Институтом физики полупроводников СО РАН, где он работал стажёром-исследователем с 1985 года, младшим научным сотрудником, научным сотрудником и старшим научным сотрудником в различных лабораториях.
В Новосибирском государственном университете он работает с 1995 года, занимая должности ассистента, доцента и профессора на кафедрах физики полупроводников (2007) и общей физики (2010). Заведующий кафедрой общей физики НГУ. Читает курсы по электромагнетизму, оптике и квантовому транспорту.
Под научным руководством А. Г. Погосова защищены две кандидатские диссертации. Он является ученым секретарем диссертационного совета в Институте физики полупроводников СО РАН.

## Научный вклад
Основным направлением исследований А. Г. Погосова является изучение квантовых явлений, таких как слабая локализация, мезоскопика и квантовый эффект Холла в двумерных электронных системах. Совместно с коллегами он впервые исследовал мезоскопические осцилляции термоэдс.
А. Г. Погосов занимался изучением квантового транспорта в мезоскопических системах с квантовым и динамическим хаосом. В число исследованных им систем такого типа входят периодические решётки искусственных рассеивателей. Результаты этих исследований позволили описать магнетополевые осцилляции сопротивления, обусловленные геометрическими резонансами. Работы Погосова установили связь между квантовыми интерференционными явлениями (такими как слабая локализация, осцилляции Ааронова — Бома) и особенностями классического электронного транспорта в системах с динамическим хаосом.
Под руководством А. Г. Погосова проводились исследования одиночных электронных биллиардов различной геометрии. Помимо гальваномагнитных эффектов, были изучены термомагнитные явления. Эти экспериментальные исследования, инициированные и проводимые при его участии, положили начало новому направлению в физике полупроводников — «кинетические явления в твердотельных электронных биллиардах».

## Награды
- Диплом I степени в конкурсе молодых ученых Сибирского отделения РАН, посвящённом 275-летию Российской академии наук (1999)[5].
- За многолетнюю и плодотворную работу отмечен благодарностью РАН[6].